# آلامیشیک‌داغ
آلامیشیک‌داغ (به لاتین: Alamyshyk Too) یک کوه در قرقیزستان است. آلامیشیک‌داغ ۳٬۳۹۹ متر بالاتر از سطح دریا واقع شده‌است.